# Sancha Gil de Soverosa
Sancha Gil de Soverosa (c.1230 - Entre 1261 e 1270), foi uma rica-dona portuguesa dos meados do século XIII. Com a partida de vários membros da sua família para o Reino de Castela, na sequência do apoio dado a Sancho II de Portugal contra o irmão, o conde Afonso de Bolonha, Sanha contribuiu, através do seu matrimónio, para a extensão da rede de alianças familiares, tornando-se cunhada da célebre Mécia Lopes de Haro. 

## Primeiros anos
Nascida possivelmente por volta de 1230, Sancha era filha de Gil Vasques de Soverosa e da sua terceira esposa Maria Gonçalves Girão, sendo assim meia-irmã do importante rico-homem e valido  de Sancho II de Portugal, Martim Gil de Soverosa, e também do trovador Vasco Gil de Soverosa. Sabe-se que nasceu em Portugal e que foi criada no lugar de Vides, na freguesia de Pedraça, Cabeceiras de Basto.
O papel dos Soverosas começa a ganhar especial relevância precisamente entre as décadas de 30 e 40, quando Martim Gil começou a deter uma grande influência na cúria. Tendo em conta que o meio-irmão fora o braço-direito de Sancho II de Portugal, toda a família liga assim o seu destino ao partido do monarca, tornando-se numa das famílias que se opuseram ao partido do conde Afonso de Bolonha. Em dezembro de 1247, Sancha participa na doação que Martim Gil faz, com todos os seus irmãos, com exceção de Fernão e Guiomar Gil, de bens paternos, sitos em Amarante, a Gonçalo Gil, seu irmão.

## Exílio
O conde de Bolonha declarou-se vencedor do conflito em 1247, e Sancho havia sido deposto por uma bula do Papa Inocêncio IV, sai definitivamente de Portugal e refugia-se em Toledo, Reino de Castela, onde falece no ano seguinte. Os irmãos de Dórdia, Martim, Vasco, Manrique e João Gil, acompanham, assim, o deposto monarca para o exílio em Castela. Aí, participaram na tomada de Sevilha de 1248, junto a muitos outros aristocratas (de entre os quais vários portugueses). Sancha acompanhou os irmãos no exílio, onde estes participaram na tomada de Sevilha de 1248, junto a muitos outros aristocratas (de entre os quais vários portugueses), e surgiram entre os recompensados, em 1253, por Fernando III de Leão e Castela com herdades na cidade (Repartimientos).
A estadia em Castela foi importante para vários membros da família: o seu meio-irmão Vasco, além de ter contactado com a cultura trovadorescafez também casamentos vantajosos: a filha, Sancha Vasques de Soverosa, com o magnate Fernão Fernandes de Lima, filho de Fernão Anes de Lima e Teresa Anes da Maia. O casamento do filho deste, Gil Vasques II de Soverosa com Aldonça Anes da Maia, neta de Martim Pires da Maia e prima direita do noivo de Sancha, pode ter sido também concertado nesse período. Os seus irmãos Martim e Teresa produziam algumas alianças que prometiam sucesso: a sua sobrinha, Sancha Afonso de Leão, filha bastarda de Teresa Gil de Soverosa e Afonso IX de Leão, desposava Simão Rodrigues dos Cameros, irmão da deposta rainha Mécia Lopes de Haro; uma outra sua sobrinha, Teresa, filha de Martim Gil de Soverosa, desposava Rodrigo Anes de Meneses, filho de João Afonso de Albuquerque e Berengária Gonçalves Girão. 

### Casamento
Também Sancha veio a beneficiar de um casamento que visava os benefícios do grupo familiar. A aliança que protagonizou com a Casa de Haro veio a aproximar esta família não só dos Soverosas, mas também da Casa de Gusmão, uma vez que Sancha era meia-irmã de Mor Guilhén de Gusmão, barregã de Afonso X de Leão e Castela e mãe da infanta Beatriz, futura rainha de Portugal. Sancha desposou, entre 1253 e 1257 (data na qual surgem juntos pela primeira vez) Afonso Lopes de Haro, senhor dos Cameros, que acabara de enviuvar de Maria Álvares dos Cameros, sobrinha do trovador Rui Dias dos Cameros e última herdeira da família que detinha originalmente o senhorio. 
Provavelmente o marido de Sancha não terá herdado o senhorio de Cameros, sendo mais provável que este tenha revertido diretamente para o filho da sua primeira mulher, João Afonso I de Haro. A acrescer à dúvida está o facto de ainda ser vivo o primogénito de Rui Dias dos Cameros, Simão Rodrigues dos Cameros, primo de Maria Álvares, que seria apenas executado em 1277, ao passo de Maria Álvares surge também com vários poderes no senhorio e teria falecido em 1253. Este governo, aparentemente bicéfalo, lança ainda hoje muitas dúvidas sobre a gestão patrimonial e familiar do senhorio.
Em novembro de 1257, quando a corte se encontrava em Burgos, Afonso X de Leão e Castela doa a Sancha Gil, já referida como mulher de Afonso Lopes, a vila de Velilla d'Ocon com todos os direitos, proibindo no entanto a edificação de fortaleza e obrigando a permissão do Meirinho-mor na mesma vila para colectar os impostos. A doação era confirmada pelos seus meios-irmãos, Martim Gil de Soverosa, Pedro Nunes de Gusmão e Nuno Guilhén de Gusmão. Estava também presente Martim Afonso de Leão, sobrinho de Sancha, filho de Teresa Gil de Soverosa.

#### Gestão de Velilla d'Ocon
Como senhora da vila, Sancha teve de resolver, em agosto de 1259, o conflito entre o concelho e os clérigos sobre o aproveitamento da água, dos moinhos e do monte, e ainda a entrega do dízimo na igreja da vila. Em maio do ano seguinte, Sancha pede ao monarca castelhano que confirme a doação da dita vila e que inclua nela o seu esposo.
A documentação parece que revelar que Sancha investiu muito na governação e posse desta vila: ainda em 1259, Sancha comprou uma serna (porção de terra dedicada ao cultivo de cereais) com o seu esposo, aumentando assim os seus interesses na zona, ao que se acrescenta o escambo que fez, em junho de 1261, com o seu meio-irmão Pedro Nunes de Gusmão, de uns bens que ela tinha em Espinosa por uns que ele tinha em Velilla d'Ocon. Quando terminou o processo, em novembro desse ano de 1261, Sancha e Afonso doaram a vila ao Mosteiro de Santa Maria de Herce, que fora fundado em 1246 por Afonso e a sua primeira esposa. Ainda nesse ano o casal doou ao Mosteiro de Santa Maria de Nájera tudo quanto tinha em Torrecilla en Cameros e ao Mosteiro de Cañas os seus bens em Huércanos.

## Morte e posteridade
Desconhece-se a data de morte de Sancha, que já não surge na confirmação, por Afonso X de Leão e Castela, da doação da vila do casal ao Mosteiro de Herce, realizada em 1270. Sancha terá falecido, assim, algures entre 1261 e 1270, tendo provavelmente eleito o cenóbio que favoreceu durante a sua vida para o seu sepulcro, o Mosteiro de Herce.